# The Floor
The Floor es un concurso de televisión emitido en La 1, presentado por Chenoa. Anteriormente se emitió en Antena 3 y fue presentado por Manel Fuentes. El formato es la versión española del concurso homónimo estrenado en RTL 4 en 2023.

## Mecánica del concurso
En este concurso participan cien concursantes, los cuales se enfrentan a duelo para ganar posiciones y eliminar a los adversarios. El concursante que consiga conquistar más casillas en un programa se asegura 5.000€. A partir del quinto programa, el premio al concursante que más casillas consiga en un programa asciende a 10.000€. El concursante que consiga conquistar las 100 casillas ganará 100.000€.
Al inicio del programa se escoge aleatoriamente a un concursante y este último debe elegir a un oponente de los que esté a su alrededor en horizontal o vertical, según el tema del oponente. Ambos concursantes tienen 45 segundos para responder correctamente el mayor número de respuestas correctas. Si se atascan con una imagen, pueden pasar, pero pierden 3 segundos. Pierde el primero al que se le agote el tiempo. Si el ganador es el concursante retador,
conserva su tema. Si por el contrario el ganador es el concursante retado, hereda el tema del concursante al que ha ganado.
El concursante ganador puede escoger entre seguir jugando o regresar al tablero, mientras quien pierde el duelo será eliminado. Si el jugador ganador decide de regresar al tablero se escoge a otro concursante de manera aleatoria.

## Concursantes

### Temporada 1 (2023)
| Concursante              | Edad | Procedencia  | Ocupación                        | Categoría                    | Primera aparación | Duelos jugados | Programas ganados | Programa   | Ranking |
| ------------------------ | ---- | ------------ | -------------------------------- | ---------------------------- | ----------------- | -------------- | ----------------- | ---------- | ------- |
| Mireia Gil               | 43   | Barcelona    | Cocinera                         | Chefs                        | P. 6              | 4              | Ganadora          | Programa 8 | 1.º     |
| Daniel Tejón             | 20   | Almería      | Estudiante                       | Eurovisión                   | P. 2              | 2              |                   | Programa 8 | 2.º     |
| Juanan Guerrero          | 32   | Sevilla      | Ingeniero                        | Fútbol nacional              | P. 6              | 3              | 3.º               | Programa 8 |         |
| Paco Luis Benítez        | 53   | Granada      | Directivo transformación digital | Atletas olímpicos            | P. 8              | 3              | 4.º               | Programa 8 |         |
| Eduardo López            | 23   | Girona       | Opositor subinspector hacienda   | Billetes y monedas           | P. 8              | 2              | 5.º               | Programa 8 |         |
| Patrizia Bernardi        | 54   | Madrid       | Periodista deportiva             | Modelos                      | P. 3              | 3              | 6.º               | Programa 8 |         |
| Javi Matesanz            | 37   | Valladolid   | Carretillero y mozo de cuadras   | Decoración del hogar         | P. 6              | 3              | 7.º               | Programa 8 |         |
| Jorge Fernández          | 43   | Burgos       | Técnico telecomunicaciones       | Países                       | P. 2              | 5              | 8.º               | Programa 8 |         |
| Isabel María Álvarez     | 54   | Sevilla      | Abogada                          | Símbolos                     | P. 5              | 2              | 9.º               | Programa 8 |         |
| Alejandro Saldaña        | 42   | Córdoba      | Profesor y locutor de radio      | Barbas y bigotes famosos     | P. 7              | 6              | 7.ª               | Programa 8 | 10.º    |
| Josu Lorenzo             | 27   | Madrid       | Creador de contenido             | Crónica social               | P. 3              | 2              |                   | Programa 8 | 11.º    |
| Eduardo Grimaldi         | 34   | Madrid       | Sexólogo clínico                 | Razas de perro               | P. 8              | 1              | 12.º              | Programa 8 |         |
| Pablo Alonso             | 45   | Asturias     | Asesor política nuclear          | Los 90                       | P. 3              | 4              | 13.º              | Programa 8 |         |
| Toni Ramírez             | 33   | Madrid       | Árbitro de baloncesto            | Premios Goya                 | P. 7              | 1              |                   | Programa 7 | 14.º    |
| Paco Frisuelos           | 56   | Madrid       | Profesor de historia y geografía | Personajes TV                | P. 2              | 2              | 15.º              | Programa 7 |         |
| Carlos Lazcano           | 53   | La Rioja     | Técnico comercial                | Humoristas                   | P. 3              | 5              | 16.º              | Programa 7 |         |
| Anxo Minguillón          | 27   | A Coruña     | Médico                           | Flores y plantas             | P. 7              | 1              | 17.º              | Programa 7 |         |
| Leticia Sánchez          | 37   | Madrid       | Modelo y empresaria              | Orígenes de famosos          | P. 7              | 1              | 18.º              | Programa 7 |         |
| Quim Brugada             | 58   | Barcelona    | Arqueólogo y locutor de radio    | Estrellas musicales          | P. 5              | 3              | 19.º              | Programa 7 |         |
| Íñigo de Alfonso         | 37   | Barcelona    | Sacerdote                        | Titulares                    | P. 1              | 4              | 20.º              | Programa 7 |         |
| Óliver Marcos            | 30   | Salamanca    | Ambientólogo y educador sexual   | Dirección cine internacional | P. 7              | 1              | 21.º              | Programa 7 |         |
| Roi Royal                | 30   | Gran Canaria | Drag king                        | Outfits famosos              | P. 6              | 7              | 6.ª               | Programa 7 | 22.º    |
| David del Río            | 25   | Cantabria    | Ingeniero energético             | Aplicaciones Móviles         | P. 2              | 2              |                   | Programa 7 | 23.º    |
| Alberto Postigo          | 43   | Málaga       | Abogado y empresario             | Dirección cine español       | P. 6              | 2              | 24.º              | Programa 7 |         |
| Sergio García            | 56   | Madrid       | Entrenador de gimnasia aeróbica  | Aves                         | P. 7              | 1              | 25.º              | Programa 7 |         |
| José María Morales       | 44   | Madrid       | Creador de contenidos            | Cine blanco y negro          | P. 6              | 2              |                   | Programa 6 | 26.º    |
| Raúl García              | 21   | Madrid       | Taxista y Tiktoker               | Mamíferos                    | P. 2              | 3              | 27.º              | Programa 6 |         |
| Adrián Bontigui          | 29   | Guipúzcoa    | Marinero                         | Cantantes masculinos         | P. 6              | 3              | 28.º              | Programa 6 |         |
| David Lozano             | 48   | Albacete     | Librero                          | Papelería                    | P. 5              | 2              | 29.º              | Programa 6 |         |
| Ary Couce                | 39   | A Coruña     | Bibliotecaria                    | Los 2000                     | P. 6              | 2              | 30.º              | Programa 6 |         |
| Mónica Callejo           | 48   | Zaragoza     | Maestra de ceremonias            | Mecánica                     | P. 5              | 2              | 31.º              | Programa 6 |         |
| Jaime Sánchez            | 53   | Madrid       | Diseñador gráfico                | Bricolaje                    | P. 2              | 2              | 32.º              | Programa 6 |         |
| Fran Suárez              | 34   | Tenerife     | Enfermero dermoestético          | Salsas y condimentos         | P. 6              | 1              | 33.º              | Programa 6 |         |
| Emilio Pascual           | 55   | Madrid       | Diseñador gráfico                | Electrodomésticos            | P. 6              | 1              | 34.º              | Programa 6 |         |
| Clara Isabel Aránega     | 61   | Madrid       | Escritora                        | Hobbies                      | P. 5              | 2              | 5.ª               | Programa 6 | 35.º    |
| María Pilar García       | 52   | Ciudad Real  | Fisioterapeuta                   | Frases míticas               | P. 6              | 1              |                   | Programa 6 | 36.º    |
| Aitor Ortega             | 27   | Alicante     | Artesano florista                | Escudos de fútbol            | P. 6              | 1              | 37.º              | Programa 6 |         |
| Antonio Pérez            | 53   | Cádiz        | Profesor física y química        | Grupos musicales             | P. 5              | 1              |                   | Programa 5 | 38.º    |
| Alberto Bartolomé        | 26   | Murcia       | Actor de doblaje                 | Juegos de mesa               | P. 2              | 11             | 2.ª, 3.ª y 4.ª    | Programa 5 | 39.º    |
| Paula Lebrón             | 27   | Madrid       | Creadora de contenido            | Utensilios de cocina         | P. 3              | 3              |                   | Programa 5 | 40.º    |
| Alex Martín              | 25   | Barcelona    | Psicóloga                        | Belleza e higiene            | P. 5              | 1              | 41.º              | Programa 5 |         |
| Miquel Canal             | 27   | Barcelona    | Profesor y youtuber              | Meteorología                 | P. 5              | 2              | 42.º              | Programa 5 |         |
| Manuel Cerpa             | 37   | Huelva       | Comercial exportación de fruta   | Fútbol extranjero            | P. 5              | 1              | 43.º              | Programa 5 |         |
| Jesús Tenllado           | 63   | Málaga       | Informático                      | Prodigios                    | P. 5              | 1              | 44.º              | Programa 5 |         |
| Mayte Nieto              | 46   | Madrid       | Banca telefónica                 | Eslóganes                    | P. 5              | 1              | 45.º              | Programa 5 |         |
| Ana Isabel Rivera        | 48   | Segovia      | Auxiliar de enfermería           | Matemáticas                  | P. 3              | 3              | 46.º              | Programa 5 |         |
| Jesús Martínez           | 22   | Valencia     | Estudiante                       | Criaturas fantásticas        | P. 5              | 1              | 47.º              | Programa 5 |         |
| Fernando Moreno          | 44   | Madrid       | Conductor camión basura          | Ciudades                     | P. 3              |                | 48.º              | Programa 5 |         |
| Marta Terrasa            | 49   | Valencia     | Técnica en correduría de seguros | Series                       | P. 5              | 1              | 49.º              | Programa 5 |         |
| Anaiu Gaebelt            | 30   | Madrid       | Especialista cuidado animal      | Logos                        | P. 4              | 1              |                   | Programa 4 | 50.º    |
| Sheila Martín            | 41   | Madrid       | Ama de casa                      | Presentadores TV             | P. 4              | 1              | 51.º              | Programa 4 |         |
| Manolo Baena             | 67   | Málaga       | Jubilado                         | Profesiones                  | P. 4              | 1              | 52.º              | Programa 4 |         |
| Ana Pérez                | 23   | Badajoz      | Biotecnóloga                     | Frases de película           | P. 4              | 1              | 53.º              | Programa 4 |         |
| José López               | 68   | Mallorca     | Jubilado banca                   | Escritores                   | P. 4              | 3              | 54.º              | Programa 4 |         |
| Salma el Hahaoui         | 19   | Madrid       | Estudiante                       | Gentilicios                  | P. 4              | 1              | 55.º              | Programa 4 |         |
| Lalo Sánchez             | 58   | Ourense      | Profesor de secuencia            | Personas relevantes          | P. 4              | 1              | 56.º              | Programa 4 |         |
| Cristina Cisneros        | 29   | Sevilla      | Arquitecta                       | Películas internacionales    | P. 4              | 2              | 57.º              | Programa 4 |         |
| Ramón Carbonero          | 35   | Murcia       | Marketing digital                | Libros                       | P. 3              | 3              | 58.º              | Programa 4 |         |
| Gonzalo de Mendoza       | 60   | Málaga       | Profesor                         | Logos Deportivos             | P. 2              | 5              | 59.º              | Programa 4 |         |
| Eduardo Prados           | 27   | Sevilla      | Biólogo etólogo                  | Letras de canciones          | P. 3              | 2              | 60.º              | Programa 4 |         |
| María Fontán             | 32   | Pontevedra   | Mariscadora                      | Tapas y aperitivos           | P. 4              | 1              | 61.º              | Programa 4 |         |
| Marta Seoane             | 18   | A Coruña     | Estudiante                       | Programas TV                 | P. 3              | 1              |                   | Programa 3 | 62.º    |
| Caterina Pak             | 36   | Almería      | Marketing agrario                | Mundo digital                | P. 3              | 1              | 63.º              | Programa 3 |         |
| Luz del Olmo             | 53   | Albacete     | Bibliotecaria                    | Cantantes femeninas          | P. 3              | 1              | 64.º              | Programa 3 |         |
| Joaquín Gálvez           | 30   | Zaragoza     | Panadero                         | Actores                      | P. 3              | 1              | 65.º              | Programa 3 |         |
| Emilio Olmos             | 59   | Madrid       | Oficial de logística             | Navidad                      | P. 3              | 1              | 66.º              | Programa 3 |         |
| Israel Méndez            | 39   | Madrid       | Marketing digital                | Los 80                       | P. 3              | 1              | 67.º              | Programa 3 |         |
| Daniel Mainé             | 42   | Granada      | Dibujante cómics                 | Pintores                     | P. 3              | 1              | 68.º              | Programa 3 |         |
| Adu Sy                   | 28   | Sevilla      | Consultor financiero             | Deportistas                  | P. 3              | 1              | 69.º              | Programa 3 |         |
| Celia Mariblanca         | 46   | Toledo       | Administrativa                   | Turismo Nacional             | P. 1              | 3              | 70.º              | Programa 3 |         |
| Blanca Cabeza            | 50   | Huesca       | Cartera                          | Frutas                       | P. 3              | 1              | 71.º              | Programa 3 |         |
| Abel Blasco              | 24   | Valencia     | Opositor correos                 | Geografía Española           | P. 1              | 2              | 72.º              | Programa 3 |         |
| Víctor Rodríguez         | 35   | León         | Bombero                          | DGT                          | P. 3              | 2              | 73.º              | Programa 3 |         |
| Estefanía Lama           | 55   | Ourense      | Abogada                          | Iconos de Moda               | P. 3              | 1              | 74.º              | Programa 3 |         |
| Lydia Sempere            | 25   | Alicante     | Piloto de automovilismo          | Transporte                   | P. 2              | 1              |                   | Programa 2 | 75.º    |
| Ainhoa Gardeazábal       | 50   | Bilbao       | Jefa de sala hostelería          | Ríos y Lagos                 | P. 2              | 1              | 76.º              | Programa 2 |         |
| José Luis Benítez        | 28   | Sevilla      | Cajero en gran superficie        | Capitales                    | P. 2              | 2              | 77.º              | Programa 2 |         |
| Rachel García            | 21   | Jaén         | Estudiante                       | Influencers                  | P. 2              | 1              | 78.º              | Programa 2 |         |
| Cristina Guillén         | 24   | Guadalajara  | Estudiante                       | Instrumental médico          | P. 2              | 1              | 79.º              | Programa 2 |         |
| Carmen Barba             | 63   | Cádiz        | Médica jubilada                  | Actrices                     | P. 2              | 1              | 80.º              | Programa 2 |         |
| María Inmaculada Aránega | 56   | Madrid       | Azafata de vuelos                | Turismo Internacional        | P. 2              | 2              | 81.º              | Programa 2 |         |
| Alberto Aranda           | 21   | Zaragoza     | Estudiante                       | Dúos Famosos                 | P. 2              | 1              | 82.º              | Programa 2 |         |
| Cristina Medina          | 26   | Madrid       | Periodista deportiva             | Verduras                     | P. 2              | 1              | 83.º              | Programa 2 |         |
| Eros Vidal               | 37   | Valencia     | Bombero forestal                 | Logos Motor                  | P. 2              | 2              | 84.º              | Programa 2 |         |
| Ana Isabel Ruiz          | 38   | Valladolid   | Técnica de laboratorio químico   | Películas Españolas          | P. 2              | 1              | 85.º              | Programa 2 |         |
| Héctor Vázquez           | 21   | Valladolid   | Estudiante                       | Canciones                    | P. 2              | 1              | 86.º              | Programa 2 |         |
| Teresa Arnandis          | 36   | Valencia     | Divulgadora científica           | Ropa y Accesorios            | P. 1              | 3              | 1ª                | Programa 2 | 87.º    |
| Laura Cañete             | 40   | Madrid       | Abogada                          | Instrumentos Musicales       | P. 1              | 2              |                   | Programa 1 | 88.º    |
| Carmen del Hierro        | 44   | Valladolid   | Conductora autobús               | Platos de Comida             | P. 1              | 3              | 89.º              | Programa 1 |         |
| Marta París              | 23   | Toledo       | Filóloga                         | Material Deportivo           | P. 1              | 1              | 90.º              | Programa 1 |         |
| Anabel Ávila             | 63   | Madrid       | Especialista en uñas esculpidas  | Personajes de Videojuegos    | P. 1              | 1              | 91.º              | Programa 1 |         |
| Cristian García          | 41   | Toledo       | Logística                        | Deportes                     | P. 1              | 1              | 92.º              | Programa 1 |         |
| Héctor Vives             | 35   | Teruel       | Astrofísico                      | Cosmos                       | P. 1              | 4              | 93.º              | Programa 1 |         |
| Borja Martín             | 42   | Madrid       | Emprendedor y Asesor financiero  | Babies                       | P. 1              | 1              | 94.º              | Programa 1 |         |
| Teresa Gracia            | 62   | Valencia     | Profesora                        | Postres y Dulces             | P. 1              | 1              | 95.º              | Programa 1 |         |
| María Antonia Losada     | 62   | Madrid       | Psicóloga y Coach                | Tiendas                      | P. 1              | 1              | 96.º              | Programa 1 |         |
| Antonio Liu              | 42   | Valencia     | Abogado y Escritor               | Cuerpo Humano                | P. 1              | 1              | 97.º              | Programa 1 |         |
| María José Castejón      | 69   | Zaragoza     | Profesora jubilada               | Personajes de Cómic          | P. 1              | 1              | 98.º              | Programa 1 |         |
| Borja Santamaría         | 30   | Pontevedra   | Formador de erasmus              | Banderas                     | P. 1              | 2              | 99.º              | Programa 1 |         |
| Sandra Medina            | 28   | Cantabria    | Psicopedagoga                    | Animales marinos             | P. 1              | 1              | 100.º             | Programa 1 |         |

     Ganador de la semana
     Ganador del duelo
     Concursante eliminado

#### Programa 1 (06/09/2023)
| N.º Duelo | Tiempo Retador | Retador             | Categoría              | Retado               | Tiempo Retado | Espacio Ganado |
| --------- | -------------- | ------------------- | ---------------------- | -------------------- | ------------- | -------------- |
| 1         | 45 s           | Borja Santamaría    | Animales marinos       | Sandra Medina        | 45 s          | 2              |
| 2         | 45 s           | Borja Santamaría    | Geografía Española     | Abel Blasco          | 45 s          | 3              |
| 3         | 45 s           | María José Castejón | Cosmos                 | Héctor Vives         | 45 s          | 2              |
| 4         | 45 s           | Héctor Vives        | Cuerpo Humano          | Antonio Liu          | 45 s          | 3              |
| 5         | 45 s           | Celia Mariblanca    | Tiendas                | María Antonia Losada | 45 s          | 2              |
| 6         | 45 s           | Celia Mariblanca    | Postres y dulces       | Teresa Gracia        | 45 s          | 3              |
| 7         | 45 s           | Borja Martín        | Personajes de cómics   | Héctor Vives         | 45 s          | 4              |
| 8         | 45 s           | Héctor Vives        | Instrumentos musicales | Laura Cañete         | 45 s          | 5              |
| 9         | 45 s           | Cristian García     | Titulares              | Íñigo de Alfonso     | 45 s          | 2              |
| 10        | 45 s           | Anabel Ávila        | Platos de comida       | Carmen del Hierro    | 45 s          | 2              |
| 11        | 45 s           | Carmen del Hierro   | Material deportivo     | Marta París          | 45 s          | 3              |
| 12        | 45 s           | Carmen del Hierro   | Ropa y accesorios      | Teresa Arnandis      | 45 s          | 4              |
| 13        | 45 s           | Teresa Arnandis     | Babies                 | Laura Cañete         | 45 s          | 9              |

#### Programa 2 (13/09/2023)
| N.º Duelo | Tiempo Retador | Retador                  | Categoría                 | Retado             | Tiempo Retado | Espacio Ganado |
| --------- | -------------- | ------------------------ | ------------------------- | ------------------ | ------------- | -------------- |
| 1         | 45 s           | Teresa Arnandis          | Capitales                 | José Luis Benítez  | 45 s          | 10             |
| 2         | 45 s           | Héctor Vázquez           | Personajes TV             | Paco Frisuelos     | 45 s          | 2              |
| 3         | 45 s           | Ana Isabel Ruiz          | Logos Motor               | Eros Vidal         | 45 s          | 2              |
| 4         | 45 s           | Eros Vidal               | Bricolaje                 | Jaime Sánchez      | 45 s          | 3              |
| 5         | 45 s           | Cristina Medina          | Aplicaciones Móviles      | David del Río      | 45 s          | 2              |
| 6         | 45 s           | María Inmaculada Aránega | Dúos Famosos              | Alberto Aranda     | 45 s          | 2              |
| 7         | 45 s           | María Inmaculada Aránega | Deportes                  | Íñigo de Alfonso   | 45 s          | 4              |
| 8         | 45 s           | Jorge Fernández          | Actrices                  | Carmen Barba       | 45 s          | 2              |
| 9         | 45 s           | Gonzalo de Mendoza       | Instrumental médico       | Cristina Guillén   | 45 s          | 2              |
| 10        | 45 s           | Rachel García            | Juegos de mesa            | Alberto Bartolomé  | 45 s          | 2              |
| 11        | 45 s           | Alberto Bartolomé        | Personajes de Videojuegos | José Luis Benítez  | 45 s          | 12             |
| 12        | 45 s           | Daniel Tejón             | Ríos y Lagos              | Ainhoa Gardeazábal | 45 s          | 2              |
| 13        | 45 s           | Lydia Sempere            | Mamíferos                 | Raúl García        | 45 s          | 2              |

#### Programa 3 (20/09/2023)
| N.º Duelo | Tiempo Retador | Retador           | Categoría           | Retado             | Tiempo Retado | Espacio Ganado |
| --------- | -------------- | ----------------- | ------------------- | ------------------ | ------------- | -------------- |
| 1         | 45 s           | Estefanía Lama    | DGT                 | Víctor Rodríguez   | 45 s          | 2              |
| 2         | 45 s           | Víctor Rodríguez  | Logos deportivos    | Gonzalo de Mendoza | 45 s          | 4              |
| 3         | 45 s           | Pablo Alonso      | Banderas            | Abel Blasco        | 45 s          | 4              |
| 4         | 45 s           | Blanca Cabeza     | Ciudades            | Fernando Moreno    | 45 s          | 2              |
| 5         | 45 s           | Ramón Carbonero   | Turismo Nacional    | Celia Mariblanca   | 45 s          | 4              |
| 6         | 45 s           | Adu Sy            | Humoristas          | Carlos Lazcano     | 45 s          | 2              |
| 7         | 45 s           | Patrizia Bernardi | Pintores            | Daniel Mainé       | 45 s          | 2              |
| 8         | 45 s           | Patrizia Bernardi | Los 80              | Israel Méndez      | 45 s          | 3              |
| 9         | 45 s           | Eduardo Prados    | Navidad             | Emilio Olmos       | 45 s          | 2              |
| 10        | 45 s           | Joaquín Gálvez    | Matemáticas         | Ana Isabel Rivera  | 45 s          | 2              |
| 11        | 45 s           | Ana Isabel Rivera | Cantantes femeninas | Luz del Olmo       | 45 s          | 3              |
| 12        | 45 s           | Paula Lebrón      | Mundo digital       | Caterina Pak       | 45 s          | 2              |
| 13        | 45 s           | Josu Lorenzo      | Programas TV        | Marta Seoane       | 45 s          | 2              |

#### Programa 4 (27/09/2023)
| N.º Duelo | Tiempo Retador | Retador            | Categoría                 | Retado             | Tiempo Retado | Espacio Ganado |
| --------- | -------------- | ------------------ | ------------------------- | ------------------ | ------------- | -------------- |
| 1         | 45 s           | María Fontán       | Iconos moda               | Gonzalo de Mendoza | 45 s          | 5              |
| 2         | 45 s           | Gonzalo de Mendoza | Letras de canciones       | Eduardo Prados     | 45 s          | 7              |
| 3         | 45 s           | Gonzalo de Mendoza | Libros                    | Ramón Carbonero    | 45 s          | 11             |
| 4         | 45 s           | Ramón Carbonero    | Películas internacionales | Cristina Cisneros  | 45 s          | 12             |
| 5         | 45 s           | Cristina Cisneros  | Influencers               | Alberto Bartolomé  | 45 s          | 24             |
| 6         | 45 s           | Lalo Sánchez       | Escritores                | José López         | 45 s          | 2              |
| 7         | 45 s           | José López         | Gentilicios               | Salma el Hahaoui   | 45 s          | 3              |
| 8         | 45 s           | José López         | Tapas y aperitivos        | Alberto Bartolomé  | 45 s          | 27             |
| 9         | 45 s           | Ana Pérez          | Personas relevantes       | Alberto Bartolomé  | 45 s          | 28             |
| 10        | 45 s           | Manolo Baena       | Frutas                    | Fernando Moreno    | 45 s          | 3              |
| 11        | 45 s           | Sheila Martín      | Frases de película        | Alberto Bartolomé  | 45 s          | 29             |
| 12        | 45 s           | Anaiu Gaebelt      | Logos                     | Alberto Bartolomé  | 45 s          | 30             |

#### Programa 5 (04/10/2023)
| N.º Duelo | Tiempo Retador | Retador           | Categoría            | Retado               | Tiempo Retado | Espacio Ganado |
| --------- | -------------- | ----------------- | -------------------- | -------------------- | ------------- | -------------- |
| 1         | 45 s           | Alberto Bartolomé | Series               | Marta Terrasa        | 45 s          | 31             |
| 2         | 45 s           | Ary Couce         | Profesiones          | Fernando Moreno      | 45 s          | 4              |
| 3         | 45 s           | Jesús Martínez    | Papelería            | David Lozano         | 45 s          | 2              |
| 4         | 45 s           | Mónica Callejo    | Actores              | Ana Isabel Rivera    | 45 s          | 4              |
| 5         | 45 s           | Quim Brugada      | Eslóganes            | Mayte Nieto          | 45 s          | 2              |
| 6         | 45 s           | Jesús Tenllado    | Símbolos             | Isabel María Álvarez | 45 s          | 2              |
| 7         | 45 s           | Manuel Cerpa      | Meteorología         | Miquel Canal         | 45 s          | 2              |
| 8         | 45 s           | Miquel Canal      | Utensilios de cocina | Paula Lebrón         | 45 s          | 4              |
| 9         | 45 s           | Alex Martín       | Presentadores TV     | Alberto Bartolomé    | 45 s          | 32             |
| 10        | 45 s           | Alberto Bartolomé | Fútbol extranjero    | Paula Lebrón         | 45 s          | 36             |
| 11        | 45 s           | Alberto Bartolomé | Hobbies              | Clara Isabel Aránega | 45 s          | 37             |
| 12        | 45 s           | Antonio Pérez     | Los 90               | Pablo Alonso         | 45 s          | 5              |

#### Programa 6 (11/10/2023)
| N.º Duelo | Tiempo Retador | Retador            | Categoría              | Retado               | Tiempo Retado | Espacio Ganado |
| --------- | -------------- | ------------------ | ---------------------- | -------------------- | ------------- | -------------- |
| 1         | 45 s           | Aitor Ortega       | Decoración del hogar   | Javi Matesanz        | 45 s          | 2              |
| 2         | 45 s           | María Pilar García | Transporte             | Raúl García          | 45 s          | 3              |
| 3         | 45 s           | Adrián Bontigui    | Belleza e higiene      | Clara Isabel Aránega | 45 s          | 38             |
| 4         | 45 s           | Emilio Pascual     | Dirección cine español | Alberto Postigo      | 45 s          | 2              |
| 5         | 45 s           | Fran Suárez        | Cantantes masculinos   | Adrián Bontigui      | 45 s          | 39             |
| 6         | 45 s           | Mireia Gil         | Películas españolas    | Jaime Sánchez        | 45 s          | 4              |
| 7         | 45 s           | Juanan Guerrero    | Mecánica               | Mónica Callejo       | 45 s          | 5              |
| 8         | 45 s           | Roi Royal          | Los 2000               | Ary Couce            | 45 s          | 5              |
| 9         | 45 s           | Roi Royal          | Criaturas fantásticas  | David Lozano         | 45 s          | 7              |
| 10        | 45 s           | Roi Royal          | Condimentos y salsas   | Adrián Bontigui      | 45 s          | 46             |
| 11        | 45 s           | José María Morales | Frases míticas         | Raúl García          | 45 s          | 4              |
| 12        | 45 s           | José María Morales | Grupos musicales       | Pablo Alonso         | 45 s          | 9              |

#### Programa 7 (18/10/2023)
| N.º Duelo | Tiempo Retador | Retador           | Categoría                    | Retado            | Tiempo Retado | Espacio Ganado |
| --------- | -------------- | ----------------- | ---------------------------- | ----------------- | ------------- | -------------- |
| 1         | 45 s           | Sergio García     | Outfits famosos              | Roi Royal         | 45 s          | 47             |
| 2         | 45 s           | Roi Royal         | Electrodomésticos            | Alberto Postigo   | 45 s          | 49             |
| 3         | 45 s           | Roi Royal         | Verduras                     | David del Río     | 45 s          | 51             |
| 4         | 45 s           | Roi Royal         | Estrellas musicales          | Quim Brugada      | 45 s          | 53             |
| 5         | 45 s           | Óliver Marcos     | Turismo internacional        | Íñigo de Alfonso  | 45 s          | 5              |
| 6         | 45 s           | Íñigo de Alfonso  | Deportistas                  | Carlos Lazcano    | 45 s          | 7              |
| 7         | 45 s           | Carlos Lazcano    | Aves                         | Quim Brugada      | 45 s          | 60             |
| 8         | 45 s           | Leticia Sánchez   | Países                       | Jorge Fernández   | 45 s          | 3              |
| 9         | 45 s           | Anxo Minguillón   | Dirección cine internacional | Carlos Lazcano    | 45 s          | 61             |
| 10        | 45 s           | Alejandro Saldaña | Flores y plantas             | Carlos Lazcano    | 45 s          | 62             |
| 11        | 45 s           | Alejandro Saldaña | Canciones                    | Paco Frisuelos    | 45 s          | 64             |
| 12        | 45 s           | Toni Ramírez      | Barbas y bigotes famosos     | Alejandro Saldaña | 45 s          | 65             |

#### Programa 8 (25/10/2023)
| N.º Duelo | Tiempo Retador | Retador           | Categoría           | Retado               | Tiempo Retado | Espacio Ganado |
| --------- | -------------- | ----------------- | ------------------- | -------------------- | ------------- | -------------- |
| 1         | 45 s           | Paco Luis Benítez | Cine blanco y negro | Pablo Alonso         | 45 s          | 10             |
| 2         | 45 s           | Eduardo Grimaldi  | Premios Goya        | Alejandro Saldaña    | 45 s          | 66             |
| 3         | 45 s           | Alejandro Saldaña | Crónica social      | Josu Lorenzo         | 45 s          | 68             |
| 4         | 45 s           | Alejandro Saldaña | Orígenes de famosos | Jorge Fernández      | 45 s          | 71             |
| 5         | 45 s           | Jorge Fernández   | Prodigios           | Isabel María Álvarez | 45 s          | 73             |
| 6         | 45 s           | Jorge Fernández   | Escudos de fútbol   | Javi Matesanz        | 45 s          | 75             |
| 7         | 45 s           | Eduardo López     | Razas de perro      | Javi Matesanz        | 45 s          | 76             |
| 8         | 45 s           | Patrizia Bernardi | Fútbol nacional     | Juanan Guerrero      | 45 s          | 8              |
| 9         | 45 s           | Paco Luis Benítez | Billetes y monedas  | Eduardo López        | 45 s          | 86             |
| 10        | 45 s           | Mireia Gil        | Atletas olímpicos   | Paco Luis Benítez    | 45 s          | 90             |
| 11        | 45 s           | Mireia Gil        | Modelos             | Juanan Guerrero      | 45 s          | 98             |
| 12        | 45 s           | Mireia Gil        | Chefs               | Daniel Tejón         | 45 s          | 100            |

### Temporada 2 (2025)
| Concursante             | Edad | Procedencia  | Ocupación                | Categoría                     | Primera aparición | Duelos jugados | Programas ganados | Programa   | Ranking |
| ----------------------- | ---- | ------------ | ------------------------ | ----------------------------- | ----------------- | -------------- | ----------------- | ---------- | ------- |
| Mercedes Evangelista    | 47   | Córdoba      | Administrativa           | Tenistas                      | P. 6              | 3              | Ganadora          | Programa 8 | 1º      |
| Edgar Pivi              | 25   | Barcelona    | Administrativo sanitario | Masterchef                    | P. 4              | 2              |                   | Programa 8 | 2.º     |
| Ana Valeria Pérez       | 22   | Madrid       | Diseñadora de moda       | Bichos                        | P. 7              | 8              | 3.º               | Programa 8 |         |
| Raúl de Diego           | 43   | Vizcaya      | Actor de doblaje         | Actores internacionales       | P. 5              | 2              | 4.º               | Programa 8 |         |
| Daniel Casado           | 25   | Madrid       | Ingeniero aeronáutico    | Programas de RTVE             | P. 8              | 4              | 5.º               | Programa 8 |         |
| Alexis Díaz             | 45   | Madrid       | Peluquero                | Sombreros                     | P. 4              | 2              | 6.º               | Programa 8 |         |
| Mónica Sánchez          | 44   | Madrid       | Abogada                  | Ciudades españolas            | P. 8              | 1              | 7.º               | Programa 8 |         |
| Jevo Angón              | 46   | Vizcaya      | Enfermero                | Edificios emblemáticos        | P. 7              | 3              | 8.º               | Programa 8 |         |
| Miguel Ángel Calvo      | 50   | Alicante     | Encargado de restaurante | Realeza                       | P. 8              | 3              | 9.º               | Programa 8 |         |
| Ana María Agreda        | 54   | Zaragoza     | Telefonista              | Dulces de mundo               | P. 8              | 1              | 10.º              | Programa 8 |         |
| Xisca March             | 27   | Mallorca     | Diseñadora gráfica       | Política internacional        | P. 8              | 1              | 11.º              | Programa 8 |         |
| Isabel Menéndez         | 61   | Asturias     | Asesora fiscal           | Los años 70                   | P. 8              | 1              | 12.º              | Programa 8 |         |
| Alejandro Céspedes      | 22   | Toledo       | Estudiante de publicidad | Geografía                     | P. 6              | 7              | 7.ª               | Programa 8 | 13.º    |
| Sayuri Antón            | 21   | Alicante     | Estudiante               | Países                        | P. 7              | 1              |                   | Programa 7 | 14.º    |
| Patricio Palao          | 29   | Murcia       | Bomberos                 | Escudos de fútbol             | P. 7              | 1              | 15.º              | Programa 7 |         |
| Hassan Baraka           | 37   | Madrid       | Coach motivacional       | Banderas                      | P. 6              | 2              | 16.º              | Programa 7 |         |
| Alejandro Revuelta      | 27   | Cantabria    | Ilusionista              | Spielberg                     | P. 7              | 1              | 17.º              | Programa 7 |         |
| Eder Flaño              | 31   | Vizcaya      | Profesor de primaria     | Estados de EE. UU.            | P. 5              | 3              | 18.º              | Programa 7 |         |
| Víctor Manuel Parla     | 51   | Madrid       | Controlador de palés     | Frases de cine                | P. 7              | 1              | 19.º              | Programa 7 |         |
| Gloria Ávila            | 31   | Huelva       | Profesora de español     | Actrices españolas            | P. 7              | 1              | 20.º              | Programa 7 |         |
| Rebeca Nieto            | 45   | Ávila        | Maestra de primaria      | Grandes paisajes              | P. 5              | 4              | 21.º              | Programa 7 |         |
| Ana Franco              | 43   | Barcelona    | Médica de familia        | Presentadoras y presentadores | P. 5              | 3              | 22.º              | Programa 7 |         |
| Magiori Mir             | 35   | Madrid       | Estudiante               | Influencers                   | P. 7              | 1              | 23.º              | Programa 7 |         |
| Agathe Sand             | 39   | A Coruña     | Operadora de cámara      | Frutas y hortalizas           | P. 2              | 3              | 24.º              | Programa 7 |         |
| Carolina López          | 42   | Cantabria    | Tatuadora                | Cantantes españoles           | P. 6              | 2              | 6.ª               | Programa 7 | 25.º    |
| Ana Rincón              | 33   | Madrid       | Criminóloga              | Dúos famosos                  | P. 6              | 4              |                   | Programa 6 | 26.º    |
| Ana Villalba            | 46   | Madrid       | Periodista               | RAE                           | P. 6              | 2              | 27.º              | Programa 6 |         |
| Esther Astigarraga      | 57   | Burgos       | Secretaria de rectorado  | Mecano                        | P. 6              | 1              | 28.º              | Programa 6 |         |
| Fufi Vinuesa            | 44   | Tenerife     | Farmacéutica             | Imanes turísticos             | P. 6              | 1              | 29.º              | Programa 6 |         |
| Cristina Barcala        | 45   | Madrid       | Técnica de rayos X       | Fiestas y tradiciones         | P. 6              | 2              | 30.º              | Programa 6 |         |
| Izhan Hernández         | 34   | Barcelona    | Programador              | Código IATA                   | P. 5              | 5              | 5.ª               | Programa 6 | 31.º    |
| Fernando Cabañero       | 45   | Ciudad Real  | Policía Nacional         | Gastronomía italiana          | P. 6              | 1              |                   | Programa 6 | 32.º    |
| Marc San José           | 23   | Valladolid   | Formador ocupacional     | Música urbana                 | P. 6              | 1              | 33.º              | Programa 6 |         |
| Manuel Ramírez          | 56   | Madrid       | Bróker                   | Mecánica                      | P. 6              | 1              | 34.º              | Programa 6 |         |
| Eva María Román         | 39   | Valencia     | Estudiante de filología  | Bandas sonoras                | P. 4              | 3              | 35.º              | Programa 6 |         |
| David Song Bae          | 30   | Madrid       | Videógrafo               | Actrices internacionales      | P. 6              | 1              | 36.º              | Programa 6 |         |
| Fredy Bedoya            | 45   | Toledo       | Coach artístico          | Grupos internacionales        | P. 6              | 1              | 37.º              | Programa 6 |         |
| Rebeca Sánchez          | 39   | Toledo       | Profesora                | Ciudades del mundo            | P. 5              | 2              |                   | Programa 5 | 38.º    |
| Vanessa de Visa         | 44   | Barcelona    | Secretaria               | Personajes infantiles         | P. 3              | 2              | 39.º              | Programa 5 |         |
| Pepe Ojeda              | 44   | Gran Canaria | Bioquímico               | Espacio y astronomía          | P. 4              | 5              | 4.ª               | Programa 5 | 40.º    |
| Laura del Prado         | 24   | Guadalajara  | Profesora                | Razas de perro                | P. 2              | 4              |                   | Programa 5 | 41.º    |
| Mambo Colón             | 28   | Zaragoza     | Planificador de medios   | Eurovisión                    | P. 4              | 3              | 42.º              | Programa 5 |         |
| Mariano Marejil         | 62   | Madrid       | Director comercial       | Libros                        | P. 5              | 1              | 43.º              | Programa 5 |         |
| Andrea Muñoz            | 28   | Málaga       | Filóloga                 | Flamenco                      | P. 5              | 1              | 44.º              | Programa 5 |         |
| Bryan Pérez             | 24   | Barcelona    | Oficinista               | El colegio                    | P. 5              | 1              | 45.º              | Programa 5 |         |
| Alicia Vallejo          | 47   | Madrid       | Camarera                 | Antigüedades                  | P. 5              | 1              | 46.º              | Programa 5 |         |
| Óscar Rus               | 48   | Madrid       | Ingeniero electrónico    | Éxitos musicales              | P. 5              | 1              | 47.º              | Programa 5 |         |
| Josep Pastor            | 49   | Barcelona    | Creador audiovisual      | Actores españoles             | P. 5              | 1              | 48.º              | Programa 5 |         |
| Ivette Barrero          | 49   | Guadalajara  | Pta. Asociación mujeres  | Carnaval                      | P. 5              | 1              | 49.º              | Programa 5 |         |
| Alberto Redondo         | 56   | Alicante     | Presidente de ONG        | Cuerpo humano                 | P. 3              | 5              |                   | Programa 4 | 50.º    |
| Ilenia Fernández        | 36   | Madrid       | Técnica de hormigón      | Deportistas olímpicos         | P. 4              | 1              | 51.º              | Programa 4 |         |
| Roberto Carro           | 32   | A Coruña     | Biotecnológico           | Harry Potter                  | P. 4              | 2              | 52.º              | Programa 4 |         |
| César Jorge             | 66   | Madrid       | Economista               | Refranes                      | P. 4              | 1              | 53.º              | Programa 4 |         |
| Ana Raya                | 47   | Granada      | Divulgadora              | Camino de Santiago            | P. 4              | 2              | 54.º              | Programa 4 |         |
| Marta Rodríguez         | 28   | Cádiz        | Educadora medioambiental | Cuentos                       | P. 2              | 4              | 55.º              | Programa 4 |         |
| Emily Cáceres           | 46   | Madrid       | Psicóloga                | Diseño de moda                | P. 4              | 1              | 56.º              | Programa 4 |         |
| Loles Valls-Jové        | 62   | Barcelona    | Propietaria de comercio  | Cuéntame cómo pasó            | P. 2              | 2              | 57.º              | Programa 4 |         |
| Astra Bomb              | 25   | Barcelona    | Drag queen               | Verano                        | P. 4              | 2              | 58.º              | Programa 4 |         |
| Boris Caballero         | 34   | A Coruña     | Ingeniero informático    | Asia                          | P. 3              | 2              | 59.º              | Programa 4 |         |
| Isabel Sorribas         | 33   | Madrid       | Creadora de contenido    | Ortografía                    | P. 1              | 3              | 60.º              | Programa 4 |         |
| María Caraballo         | 37   | Madrid       | Jugadora de póker        | Matemáticas                   | P. 4              | 1              | 61.º              | Programa 4 |         |
| Pilar Belvís            | 45   | Madrid       | Funcionaria              | Pinturas                      | P. 3              | 3              | 3.ª               | Programa 4 | 62.º    |
| Beatriz Escudero        | 39   | Madrid       | Profesora                | Animales                      | P. 3              | 2              |                   | Programa 3 | 63.º    |
| Juan Carlos Casarrubias | 33   | Ciudad Real  | Pastelero                | Animales                      | P. 3              | 1              | 64.º              | Programa 3 |         |
| Carlos Fernández        | 33   | Madrid       | Abogado                  | Siglas y abreviaturas         | P. 3              | 1              | 65.º              | Programa 3 |         |
| Isabel Obreo            | 33   | Cáceres      | Ebanista                 | Disney                        | P. 1              | 2              | 66.º              | Programa 3 |         |
| María Muñoz             | 42   | Sevilla      | Educadora social         | Sonidos de animales           | P. 1              | 4              | 67.º              | Programa 3 |         |
| Laura Saco              | 45   | Albacete     | Profesora de danza       | Dirección de cine             | P. 3              | 2              | 68.º              | Programa 3 |         |
| Luis Miguel Barceló     | 34   | Madrid       | Bibliotecario            | Cine                          | P. 3              | 2              | 69.º              | Programa 3 |         |
| Daniel Barrero          | 19   | Madrid       | Estudiante de ingeniería | Deportes olímpicos            | P. 2              | 3              | 70.º              | Programa 3 |         |
| Ruth Amaya              | 47   | Cádiz        | Sumiller                 | Calzados                      | P. 3              | 3              | 71.º              | Programa 3 |         |
| Sergio Díez             | 31   | Cáceres      | Ingeniero                | México                        | P. 3              | 1              | 72.º              | Programa 3 |         |
| Carlos Hernández        | 44   | Málaga       | Guía turístico           | Platos del mundo              | P. 3              | 1              | 73.º              | Programa 3 |         |
| Pink Panther            | 30   | Barcelona    | Tiktoker                 | Animales acuáticos            | P. 3              | 1              | 74.º              | Programa 3 |         |
| Diana de la Torre       | 45   | Salamanca    | Hidrogeóloga             | Escritoras y escritores       | P. 1              | 3              | 1.ª y 2.ª         | Programa 3 | 75.º    |
| Laura Fominaya          | 38   | Madrid       | Administrativa           | Hogar                         | P. 2              | 2              |                   | Programa 2 | 76.º    |
| Juanma Collado          | 28   | Madrid       | Psicólogo                | Cómicas y cómicos             | P. 2              | 2              | 77.º              | Programa 2 |         |
| Haby Sagna              | 29   | Madrid       | Integradora social       | Cantantes internacionales     | P. 2              | 1              | 78.º              | Programa 2 |         |
| Agustín Durán           | 41   | Ciudad Real  | Profesor de piano        | Tópicos españoles             | P. 2              | 3              | 79.º              | Programa 2 |         |
| Rafa Carmona            | 39   | Jaén         | Jefe de seguridad        | Símbolos                      | P. 2              | 1              | 80.º              | Programa 2 |         |
| Víctor Manuel Gálvez    | 36   | Zaragoza     | Sumiller                 | Star Wars                     | P. 2              | 1              | 81.º              | Programa 2 |         |
| Jairo Valdez            | 27   | Ecuador      | Animador turístico       | Futbolistas                   | P. 2              | 1              | 82.º              | Programa 2 |         |
| Lúa Gándara             | 36   | Pontevedra   | Artista plástica         | Árboles y plantas             | P. 2              | 2              | 83.º              | Programa 2 |         |
| María Sotelo            | 24   | Valladolid   | Técnica de investigación | Juegos                        | P. 2              | 1              | 84.º              | Programa 2 |         |
| Paula García            | 23   | Asturias     | Monitoria de ocio        | La granja                     | P. 2              | 1              | 85.º              | Programa 2 |         |
| Marta Roca              | 51   | Barcelona    | Patrona de barco         | Oficios y profesiones         | P. 2              | 1              | 86.º              | Programa 2 |         |
| Pepe Calvo              | 65   | Madrid       | Policía local            | Hollywood dorado              | P. 2              | 1              | 87.º              | Programa 2 |         |
| Daniel Ulman            | 27   | Alcorcón     | Fisioterapeuta           | Sonidos cotidianos            | P. 2              | 1              | 88.º              | Programa 2 |         |
| Fátima Quirantes        | 43   | Granada      | Profesora de música      | Tabla periódica               | P. 1              | 2              |                   | Programa 1 | 89.º    |
| Pablo Sánchez           | 22   | Madrid       | Estudiante de ingeniería | Inglés                        | P. 1              | 2              | 90.º              | Programa 1 |         |
| Javier Núñez            | 27   | Madrid       | Funcionario              | Ferretería                    | P. 1              | 2              | 91.º              | Programa 1 |         |
| María Zárate            | 35   | Vizcaya      | Diseñadora de bisutería  | Barbacoa                      | P. 1              | 3              | 92.º              | Programa 1 |         |
| Ana Sánchez             | 39   | Madrid       | Técnica dental           | Grupos españoles              | P. 1              | 1              | 93.º              | Programa 1 |         |
| Miguel Sogorb           | 44   | Madrid       | Masajista deportivo      | Entrenadoras y entrenadores   | P. 1              | 1              | 94.º              | Programa 1 |         |
| Franja                  | 60   | Madrid       | Economista               | Estrellas del rock            | P. 1              | 1              | 95.º              | Programa 1 |         |
| Paloma Gil              | 24   | Valencia     | Flautista                | Personalidades relevantes     | P. 1              | 1              | 96.º              | Programa 1 |         |
| Ángel Luis Moraga       | 41   | Madrid       | Escritor                 | Hierbas y especias            | P. 1              | 1              | 97.º              | Programa 1 |         |
| Manu Guzmán             | 31   | Madrid       | Analista de datos        | Series                        | P. 1              | 1              | 98.º              | Programa 1 |         |
| Natalia Menéndez        | 28   | Madrid       | Abogada                  | Estrellas del pop             | P. 1              | 2              | 99.º              | Programa 1 |         |
| Miguel Ángel Díaz       | 54   | Madrid       | Comercial de automoción  | Matrículas de coche           | P. 1              | 1              | 100.º             | Programa 1 |         |

     Ganador de la semana
     Ganador del duelo
     Concursante eliminado

#### Programa 1 (23/04/2025)
| N.º Duelo | Tiempo Retador | Retador           | Categoría                   | Retado            | Tiempo Retado | Espacio Ganado |
| --------- | -------------- | ----------------- | --------------------------- | ----------------- | ------------- | -------------- |
| 1         | 45 s           | Miguel Ángel Díaz | Estrellas del pop           | Natalia Menéndez  | 45 s          | 2              |
| 2         | 45 s           | Natalia Menéndez  | Disney                      | Isabel Obreo      | 45 s          | 3              |
| 3         | 45 s           | Manu Guzmán       | Ortografía                  | Isabel Sorribas   | 45 s          | 2              |
| 4         | 45 s           | Isabel Sorribas   | Hierbas y especias          | Ángel Luis Moraga | 45 s          | 3              |
| 5         | 45 s           | Paloma Gil        | Sonidos de animales         | María Muñoz       | 45 s          | 2              |
| 6         | 45 s           | María Muñoz       | Estrellas del rock          | Franja            | 45 s          | 3              |
| 7         | 45 s           | Miguel Sogorb     | Barbacoa                    | María Zárate      | 45 s          | 2              |
| 8         | 45 s           | María Zárate      | Grupos españoles            | Ana Sánchez       | 45 s          | 3              |
| 9         | 45 s           | María Zárate      | Ferretería                  | Javier Núñez      | 45 s          | 4              |
| 10        | 45 s           | Javier Núñez      | Inglés                      | Pablo Sánchez     | 45 s          | 5              |
| 10        | 45 s           | Pablo Sánchez     | Tabla periódica             | Fátima Quirantes  | 45 s          | 6              |
| 11        | 45 s           | Diana de la Torre | Entrenadoras y entrenadores | Fátima Quirantes  | 45 s          | 7              |

#### Programa 2 (30/04/2025)
| N.º Duelo | Tiempo Retador | Retador         | Categoría               | Retado               | Tiempo Retado | Espacio Ganado |
| --------- | -------------- | --------------- | ----------------------- | -------------------- | ------------- | -------------- |
| 1         | 45 s           | Agathe Sand     | Sonidos cotidianos      | Daniel Ulman         | 45 s          | 2              |
| 2         | 45 s           | Pepe Calvo      | Cuentos                 | Marta Rodríguez      | 45 s          | 2              |
| 3         | 45 s           | Daniel Barrero  | Oficios y profesiones   | Marta Roca           | 45 s          | 2              |
| 4         | 45 s           | Laura Fominaya  | La granja               | Paula García         | 45 s          | 2              |
| 5         | 45 s           | María Sotelo    | Árboles y plantas       | Lúa Gándara          | 45 s          | 2              |
| 6         | 45 s           | Lúa Gándara     | Hollywood dorado        | Marta Rodríguez      | 45 s          | 4              |
| 7         | 45 s           | Jairo Valdez    | Escritoras y escritores | Diana de la Torre    | 45 s          | 8              |
| 8         | 45 s           | Agustín Durán   | Star Wars               | Víctor Manuel Gálvez | 45 s          | 2              |
| 9         | 45 s           | Agustín Durán   | Símbolos                | Rafa Carmona         | 45 s          | 3              |
| 10        | 45 s           | Agustín Durán   | Cuéntame cómo pasó      | Loles Valls-Jové     | 45 s          | 4              |
| 10        | 45 s           | Haby Sagna      | Cómicas y cómicos       | Juanma Collado       | 45 s          | 2              |
| 11        | 45 s           | Juanma Collado  | Razas de perro          | Laura del Prado      | 45 s          | 3              |
| 12        | 45 s           | Laura del Prado | Hogar                   | Laura Fominaya       | 45 s          | 5              |

#### Programa 3 (07/05/2025)
| N.º Duelo | Tiempo Retador | Retador             | Categoría                 | Retado                  | Tiempo Retado | Espacio Ganado |
| --------- | -------------- | ------------------- | ------------------------- | ----------------------- | ------------- | -------------- |
| 1         | 45 s           | Laura del Prado     | Futbolistas               | Diana de la Torre       | 45 s          | 13             |
| 2         | 45 s           | Pink Panther        | Asia                      | Boris Caballero         | 45 s          | 2              |
| 3         | 45 s           | Ruth Amaya          | Platos del mundo          | Carlos Hernández        | 45 s          | 2              |
| 4         | 45 s           | Ruth Amaya          | México                    | Sergio Díez             | 45 s          | 3              |
| 5         | 45 s           | Ruth Amaya          | Deportes olímpicos        | Daniel Barrero          | 45 s          | 5              |
| 6         | 45 s           | Daniel Barrero      | Cine                      | Luis Miguel Barceló     | 45 s          | 6              |
| 7         | 45 s           | Luis Miguel Barceló | Dirección de cine         | Laura Saco              | 45 s          | 7              |
| 8         | 45 s           | Laura Saco          | Personalidades relevantes | María Muñoz             | 45 s          | 10             |
| 9         | 45 s           | María Muñoz         | Pinturas                  | Pilar Belvís            | 45 s          | 11             |
| 10        | 45 s           | Pilar Belvís        | Matrículas de coche       | Isabel Obreo            | 45 s          | 14             |
| 10        | 45 s           | Carlos Fernández    | Personajes infantiles     | Vanessa de Visa         | 45 s          | 2              |
| 11        | 45 s           | Beatriz Escudero    | Animales                  | Juan Carlos Casarrubias | 45 s          | 2              |
| 12        | 45 s           | Beatriz Escudero    | Cuerpo humano             | Alberto Redondo         | 45 s          | 3              |

#### Programa 4 (14/05/2025)
| N.º Duelo | Tiempo Retador | Retador          | Categoría            | Retado           | Tiempo Retado | Espacio Ganado |
| --------- | -------------- | ---------------- | -------------------- | ---------------- | ------------- | -------------- |
| 1         | 45 s           | Alberto Redondo  | Calzado              | Pilar Belvís     | 45 s          | 17             |
| 2         | 45 s           | Alberto Redondo  | Matemáticas          | María Caraballo  | 45 s          | 18             |
| 3         | 45 s           | Edgar Pivi       | Series               | Isabel Sorribas  | 45 s          | 4              |
| 4         | 45 s           | Astra Bomb       | Animales acuáticos   | Boris Caballero  | 45 s          | 3              |
| 5         | 45 s           | Astra Bomb       | Harry Potter         | Roberto Carro    | 45 s          | 4              |
| 6         | 45 s           | Alexis Díaz      | Tópicos españoles    | Loles Valls-Jové | 45 s          | 5              |
| 7         | 45 s           | Emily Cáceres    | Juegos               | Marta Rodríguez  | 45 s          | 5              |
| 8         | 45 s           | Marta Rodríguez  | Camino de Santiago   | Ana Raya         | 45 s          | 6              |
| 9         | 45 s           | Ana Raya         | Interiorismo         | Alberto Redondo  | 45 s          | 24             |
| 10        | 45 s           | César Jorge      | Bandas sonoras       | Eva María Román  | 45 s          | 2              |
| 10        | 45 s           | Mambo Colón      | Verano               | Roberto Carro    | 45 s          | 5              |
| 11        | 45 s           | Ilenia Fernández | Espacio y astronomía | Pepe Ojeda       | 45 s          | 2              |
| 12        | 45 s           | Pepe Ojeda       | Diseño de moda       | Alberto Redondo  | 50 s          | 26             |

#### Programa 5 (21/05/2025)
| N.º Duelo | Tiempo Retador | Retador         | Categoría                 | Retado          | Tiempo Retado | Espacio Ganado |
| --------- | -------------- | --------------- | ------------------------- | --------------- | ------------- | -------------- |
| 1         | 45 s           | Pepe Ojeda      | Carnaval                  | Ivette Barrero  | 45 s          | 27             |
| 2         | 45 s           | Josep Pastor    | Deportistas olímpicos     | Pepe Ojeda      | 45 s          | 28             |
| 3         | 45 s           | Éder Flaño      | Éxitos musicales          | Óscar Rus       | 45 s          | 2              |
| 4         | 45 s           | Alicia Vallejo  | Refranes                  | Eva María Román | 45 s          | 3              |
| 5         | 45 s           | Rebeca Nieto    | El colegio                | Bryan Pérez     | 45 s          | 2              |
| 6         | 45 s           | Andrea Muñoz    | Grandes paisajes          | Rebeca Nieto    | 45 s          | 3              |
| 7         | 45 s           | Mariano Marejil | Eurovisión                | Mambo Colón     | 45 s          | 6              |
| 8         | 45 s           | Mambo Colón     | Actores internacionales   | Raúl de Diego   | 45 s          | 7              |
| 9         | 45 s           | Ana Franco      | Cantantes internacionales | Laura del Prado | 50 s          | 14             |
| 10        | 45 s           | Izhan Hernández | Actores españoles         | Pepe Ojeda      | 50 s          | 29             |
| 10        | 45 s           | Rebeca Sánchez  | Siglas y abreviaturas     | Vanessa de Visa | 45 s          | 3              |
| 11        | 45 s           | Rebeca Sánchez  | Código IATA               | Izhan Hernández | 45 s          | 32             |

#### Programa 6 (28/05/2025)
| N.º Duelo | Tiempo Retador | Retador              | Categoría                | Retado             | Tiempo Retado | Espacio Ganado |
| --------- | -------------- | -------------------- | ------------------------ | ------------------ | ------------- | -------------- |
| 1         | 45 s           | Izhan Hernández      | Grupos internacionales   | Fredy Bedoya       | 45 s          | 33             |
| 2         | 45 s           | Izhan Hernández      | Actrices internacionales | David Song Bae     | 45 s          | 34             |
| 3         | 45 s           | Mercedes Evangelista | Antigüedades             | Eva María Román    | 45 s          | 4              |
| 4         | 45 s           | Alejandro Céspedes   | Mecánica                 | Manuel Ramírez     | 45 s          | 2              |
| 5         | 45 s           | Marc San José        | Banderas                 | Hassan Baraka      | 45 s          | 2              |
| 6         | 45 s           | Fernando Cabañero    | Flamenco                 | Rebeca Nieto       | 45 s          | 4              |
| 7         | 45 s           | Cristina Barcala     | Ciudades del mundo       | Izhan Hernández    | 45 s          | 35             |
| 8         | 45 s           | Ana Villalba         | Fiestas y tradiciones    | Cristina Barcala   | 45 s          | 36             |
| 9         | 45 s           | Fufi Vinuesa         | Dúos famosos             | Ana Rincón         | 45 s          | 2              |
| 10        | 45 s           | Ana Rincón           | Mecano                   | Esther Astigarraga | 45 s          | 3              |
| 10        | 45 s           | Ana Rincón           | RAE                      | Ana Villalba       | 45 s          | 39             |
| 11        | 50 s           | Ana Rincón           | Cantantes españoles      | Carolina López     | 45 s          | 40             |

#### Programa 7 (11/06/2025)
| N.º Duelo | Tiempo Retador | Retador             | Categoría                     | Retado             | Tiempo Retado | Espacio Ganado |
| --------- | -------------- | ------------------- | ----------------------------- | ------------------ | ------------- | -------------- |
| 1         | 45 s           | Carolina López      | Frutas y hortalizas           | Agathe Sand        | 45 s          | 42             |
| 2         | 45 s           | Agathe Sand         | Geografía                     | Alejandro Céspedes | 45 s          | 44             |
| 3         | 45 s           | Magiori Mir         | Presentadoras y presentadores | Ana Franco         | 45 s          | 15             |
| 4         | 45 s           | Ana Franco          | Bichos                        | Ana Valeria Pérez  | 45 s          | 16             |
| 5         | 45 s           | Ana Valeria Pérez   | Gastronomía italiana          | Rebeca Nieto       | 45 s          | 20             |
| 6         | 45 s           | Gloria Ávila        | Edificios emblemáticos        | Jevo Angón         | 45 s          | 2              |
| 7         | 45 s           | Víctor Manuel Parla | Estados de EE. UU.            | Eder Flaño         | 45 s          | 3              |
| 8         | 45 s           | Eder Flaño          | Influencers                   | Ana Valeria Pérez  | 45 s          | 23             |
| 9         | 45 s           | Alejandro Revuelta  | Imanes turísticos             | Alejandro Céspedes | 45 s          | 45             |
| 10        | 45 s           | Alejandro Céspedes  | Música urbana                 | Hassan Baraka      | 45 s          | 47             |
| 10        | 45 s           | Alejandro Céspedes  | Escudos de fútbol             | Patricio Palao     | 45 s          | 48             |
| 11        | 50 s           | Alejandro Céspedes  | Países                        | Sayuri Antón       | 45 s          | 49             |

#### Programa 8 (18/06/2025)
| N.º Duelo | Tiempo Retador | Retador              | Categoría              | Retado             | Tiempo Retado | Espacio Ganado |
| --------- | -------------- | -------------------- | ---------------------- | ------------------ | ------------- | -------------- |
| 1         | 45 s           | Miguel Ángel Calvo   | Spielberg              | Alejandro Céspedes | 45 s          | 50             |
| 2         | 45 s           | Isabel Menéndez      | Frases de cine         | Ana Valeria Pérez  | 45 s          | 24             |
| 3         | 45 s           | Xisca March          | Los años 70            | Ana Valeria Pérez  | 45 s          | 25             |
| 4         | 45 s           | Ana María Agreda     | Realeza                | Miguel Ángel Calvo | 45 s          | 51             |
| 5         | 45 s           | Miguel Ángel Calvo   | Actrices españolas     | Jevo Angón         | 45 s          | 53             |
| 6         | 45 s           | Jevo Angón           | Programas de RTVE      | Daniel Casado      | 45 s          | 54             |
| 7         | 45 s           | Mónica Sánchez       | Dulces del mundo       | Daniel Casado      | 45 s          | 55             |
| 8         | 45 s           | Alexis Díaz          | Ciudades españolas     | Daniel Casado      | 45 s          | 60             |
| 9         | 45 s           | Daniel Casado        | Política internacional | Ana Valeria Pérez  | 45 s          | 85             |
| 10        | 45 s           | Raúl de Diego        | Sombreros              | Ana Valeria Pérez  | 45 s          | 92             |
| 10        | 45 s           | Mercedes Evangelista | Libros                 | Ana Valeria Pérez  | 45 s          | 96             |
| 11        | 45 s           | Mercedes Evangelista | Tenistas               | Edgar Pivi         | 45 s          | 100            |

## Temporadas y audiencias
| Temporada | Temporada | Programas | Cadena | Estreno                 | Final                 | Audiencia media | Audiencia media |
| Temporada | Temporada | Programas | Cadena | Estreno                 | Final                 | Espectadores    | Cuota           |
| --------- | --------- | --------- | ------ | ----------------------- | --------------------- | --------------- | --------------- |
|           | 1         | 8         |        | 6 de septiembre de 2023 | 25 de octubre de 2023 | 1 038 000       | 12,2%           |
|           | 2         | 8         |        | 23 de abril de 2025     | 18 de junio de 2025   | 1 072 000       | 12,3%           |
|           | 3         | 8         | 2026   | 2026                    |                       |                 |                 |

### Temporada 1 (2023)
| N.º | Fecha                    | Audiencia         |
| --- | ------------------------ | ----------------- |
| 1   | 6 de septiembre de 2023  | 1 432 000 (16,9%) |
| 2   | 13 de septiembre de 2023 | 952 000 (12,1%)   |
| 3   | 20 de septiembre de 2023 | 1 006 000 (12,4%) |
| 4   | 27 de septiembre de 2023 | 907 000 (11,1%)   |
| 5   | 4 de octubre de 2023     | 958 000 (11,4%)   |
| 6   | 11 de octubre de 2023    | 989 000 (11,6%)   |
| 7   | 18 de octubre de 2023    | 926 000 (10,8%)   |
| 8   | 25 de octubre de 2023    | 1 136 000 (13,9%) |

### Temporada 2 (2025)
| N.º | Fecha               | Audiencia         |
| --- | ------------------- | ----------------- |
| 9   | 23 de abril de 2025 | 1 066 000 (12,7%) |
| 10  | 30 de abril de 2025 | 1 142 000 (12,2%) |
| 11  | 7 de mayo de 2025   | 973 000 (10,6%)   |
| 12  | 14 de mayo de 2025  | 1 068 000 (12,3%) |
| 13  | 21 de mayo de 2025  | 1 035 000 (12,1%) |
| 14  | 28 de mayo de 2025  | 1 010 000 (11,6%) |
| 15  | 11 de junio de 2025 | 1 084 000 (13,2%) |
| 16  | 18 de junio de 2025 | 1 195 000 (14,0%) |

     Programa líder en su franja horaria (prime-time).     Récord histórico de audiencia.     Mínimo histórico de audiencia.

## Versiones

### ArgentinaThe Floor: la conquista (eltrece)
Comenzó el lunes 19 de agosto de 2024, hasta el viernes 7 de marzo de 2025 y estuvo 80 programas del game show, conducido por Guido Kaczka, y producido por Kuarzo.

### ChileChileThe Floor: la conquista (TVN)
Comenzó el 16 de marzo de 2025 y finalizó el 12 de junio del mismo año, game show, conducido por Eduardo Fuentes.